# 10-ball
10-ball, ten ball, är en variant av biljard. Spelet är en utveckling av 9-ball, och har delvis samma regler.
Vid spelets början placeras bollarna med boll ett på huvudpricken, och resterande bollar i en triangel bakom. Boll tio placeras i triangelns mitt.
Vid en korrekt stöt i ten-ball måste köbollen alltid träffa bollen med lägst siffra. Därefter måste någon boll gå i vall, utan att köbollen hamnar i något hål. I motsats till 9-ball är 10-ball ett dessängspel, vilket innebär att spelaren före varje stöt måste avisera vilken boll han har för avsikt att sänka, och i vilket hål. 
Vid sprängning behöver inga bollar aviseras.  Liksom i 9-ball behöver bollarna sänkas i nummerordning. När boll tio sänks i en korrekt aviserad stöt är upplägget vunnet, och spelaren erhåller en poäng. En match spelas vanligtvis till ett i förväg bestämt antal poäng. 

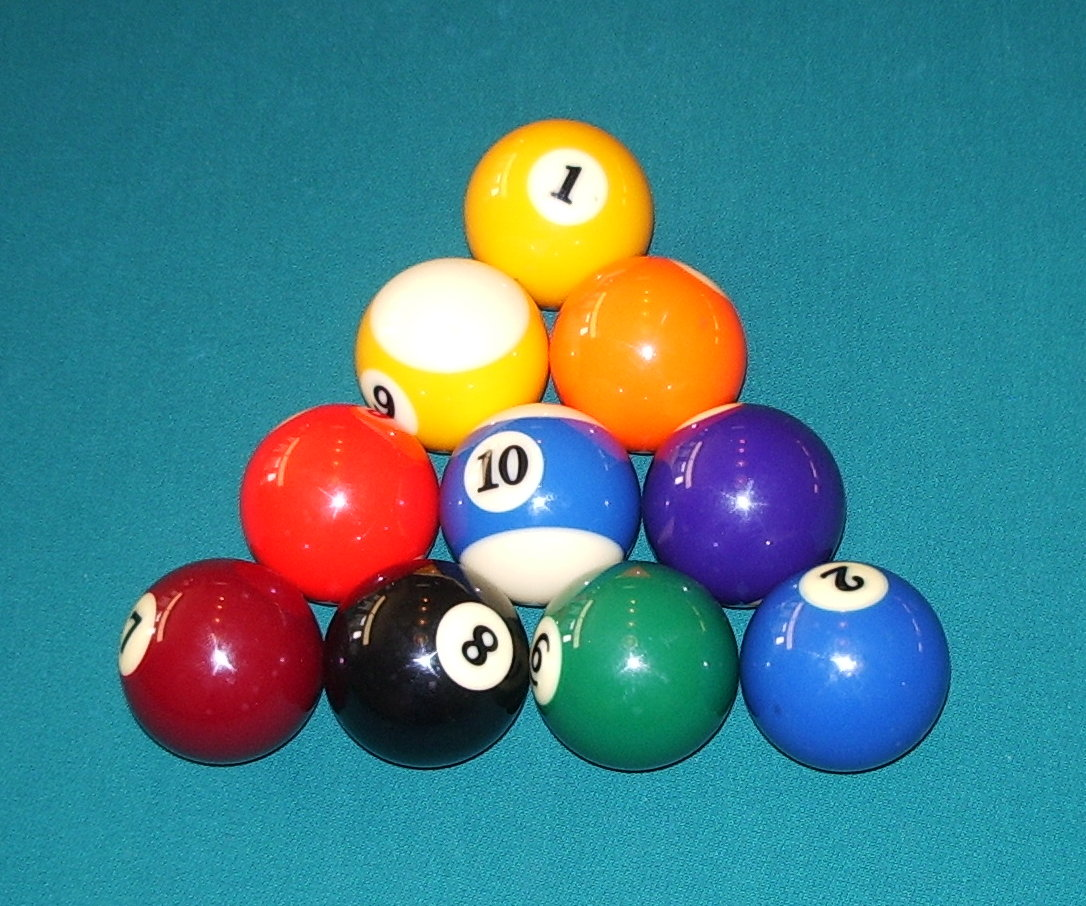
En korrekt uppställning för 10-ball